# Чехлов, Александр Фёдорович
Александр Фёдорович Чехлов (19 апреля 1939 год, Каменец-Подольский Хмельницкая область — 13 ноября 2012 год, Рига) — русский поэт и прозаик, латвийский журналист и шахматист, майор милиции.

## Биография
После окончания школы учился в физико-математическом факультете Черновицкого государственного университета, потом с 1960 года служил в армии — сначала танкистом, потом в ракетных войсках. С 1964 года жил в Риге. Работал участковым инспектором милиции, уполномоченным уголовного розыска, следователем. После отставки из милиции[когда?]

 был журналистом в латвийских газетах «Советская Латвия», «За Родину», «Единство», «Час» и других изданиях.

## Творчество
Первые стихи написал ещё в школьные годы. Отдельные публикации в литературных журналах, в том числе в «Урале» и в «Неве», начиная с 1970-х годов. Первой большой успех — первая премия на совместном конкурсе МВД Латвийской ССР и Союза писателей Латвийской ССР в 1981 года за книгу «„Глухарь“, и другие рассказы». В сборник вошли рассказы о реальной жизни, увиденной автором во время работы в милиции. И в дальнейшем своем творчестве Чехлов много писал рассказы и очерки на криминальные темы. Самым известным его произведением стала документальная повесть о серийном убийце Станиславе Роголеве — «Дело № 1», которая под названием «Конец суперагента» сначала публиковалась в газетах «Новости Риги» и «Независимая балтийская газета», а потом вышла отдельным изданием. В повести Чехлова впервые была показана реальная изнанка нашумевшего дела, но вместе с тем содержались некоторые субъективные оценки. Осенью 1992 года бывший министр внутренных дел Латвии Алоиз Вазнис подал в суд на Чехлова за факты, изложенные в повести «Дело № 1», и суд частично удовлетворил иск экс-министра. На протяжении всей своей литературной жизни Чехлов сохранял интерес к истории, в том числе и питался осмыслить причины распада СССР. В стихах нашел отражение иронический взгляд Чехлова на современность, неприятие им перемен и новых времен, понимание роли классиков русской поэзии. Часто он сам публично читал свои стихи.

### Проза
- «„Глухарь“, и другие рассказы», Рига, Лиесма, 1981.
- «Загадка командарма Эйхе», Рига, 1991.
- «Дело № 1 (Роголев)», Рига, 1992, 1995, ISBN 5-86730-005-6.
- «Операция „Отелло“», Рига, Панорама Латвии, 1993.
- «Опасные связи „Джокера“», Рига, 2002, ISBN 9984-9596-0-0.
- «Никелированные наручники», Рига, 2006, ISBN 9984-9596-2-7.
- «Репортаж из Приднестровья», Рига, 2012, ISBN 9984-9596-6-6 (ошибоч.).
- «Рыцари революции», Рига, 2012, ISBN 9984-9596-9-4.
- «Баланда с куриными перьями», Рига, 2012, ISBN 978-9934-8176-4-9.
- «Операция „Сатир“», Рига, 2012, ISBN 978-9934-8300-0-6.
- «Бутончик с улицы Чака», Рига, 2012, ISBN 9984-9596-7-8.
- «Волонтёры», Рига, 2012, ISBN 978-9984-894-07-2.

### Стихи
- «Гладиатор», Рига, 2001, ISBN 9984-19-267-9.
- «Огненный вернисаж», Рига, 2006, ISBN 9984-9596-1-9.
- «Венская рапсодия», Рига, 2009, ISBN 9984-9596-3-5.
- «Вещие сны», Рига, 2010, ISBN 9984-9596-4-3.
- «Звёздный дождь», Рига, 2012, ISBN 978-9934-8300-5-1.
- «Громокипящий кубок», Рига, 2012, ISBN 978-9934-8300-3-7.
- «Под знаком Зодиака», Рига, 2012, ISBN 978-9984-49-529-3.
- «Горестные заметы», Рига, 2012, ISBN 9984-9596-5-1.

## Шахматист
С юных лет и до конца жизни увлекался шахматами, и как непрофессиональный игрок достиг хороших результатов. В годы учебы в Черновицком университете побеждал на областных соревнованиях общества «Буревестник», во время службы в армии первенствовал на чемпионате Приволжского военного округа. Был чемпионом Риги в 1975 и 2004 году. С 1975 по 2012 год 16 раз участвовал в финалах чемпионатов Латвии по шахматам, что является своеобразным рекордом для шахматиста любителя. Лучший результат — 12 место на чемпионате 1976 года, где Чехлов сумел выиграть у победителя турнира Алвиса Витолиньша. В 1994 году победил на мировом шахматном чемпионате журналистов в Биле. В 1998 году стал мастером ФИДЕ по шахматам. В очерках и стихах, которые посвящены шахматной теме, Чехлов дал интересные портреты очень разных по силе игре шахматистов, с которыми ему приходилось встречаться, в том числе Ратмира Холмова, Яниса Клована, Александра Кобленца, Яниса Даудзвардиса.

### Книги о шахматах
- «Пленники Каиссы», Рига, 2012, ISBN 9984-9596-7-8.
- «Шахматный Пегас», Рига, 2012, ISBN 978-9934-8300-2-0.